# Любич Іван Сергійович
Іва́н Сергі́йович Лю́бич (Любушкін) (18 листопада 1899, Москва — 16 лютого 1981, Харків) — український та російський актор і режисер. Народний артист Української РСР (1954), нагороджений орденом Трудового Червоного Прапора.

## Життєпис
Працювати почав конторщиком в торговій компанії, 1915 року поступив в драматичну студію Михайла Попова.
1918 року закінчив драматичну студію в Москві, в рядах червоних добровольців вирушив на громадянську війну, брав участь у боях, рівночасно був полковим квартирмейстером.
1920 року починає сценічну діяльність в Пересувному театрі Червоної Армії — його талант помітив полковий комісар; 1923 року театр розформовано.
З 1923 по 1924 рік року грав в Харківському Червонозаводському українському драматичному театрі, 1926—1927 — театрі «Червоний факел», 1929 — миколаївському театрі «Шахтарка Донбасу», 1931—1933 — в Грозному, 1933 — Астрахані, у театрах Воронежа, Донецька, Іванова, Краснодара, Сімферополя, Тули.
Протягом 1934—1978 років — актор Харківського російського драматичного театру ім. О. С. Пушкіна.
З 1939 року працював і на викладацькій роботі.
Виконав, зокрема, такі ролі:
- Вожак — «Оптимістична трагедія» В. Вишневського,
- Городничий — «Ревізор» Гоголя,
- генерал Рибаков — «Іван Рибаков» В. Гусєва,
- Вершинін — «Бронепоїзд 14-69» В. Іванова,
- Горлов — «Фронт» Корнійчука,
- Курослєпов — «Гаряче серце» О. Островського,
- Прибитков — «Остання жертва» Островського,
- Великатов — «Таланти і поклонники» Островського,
- Забелін — «Кремлівські куранти» М. Погодіна,
- Генерал Рудня — «Люди в шинелях» Рачади,
- Кошкін — «Любов Яровая» К. Треньова,
- Косогоров — «Втеча з ночі» Братів Тур,
- Доменіко — «Філумена Мартурано» Е. де Філіппо,
- Святослав — «Сон князя Святослава» Франка,
- Войницький — «Вишневий сад» А. Чехова,
- Андрій Прозоров — «Три сестри» Чехова.

Зрежисував вистави:
- 1941 — «Хлопець з нашого міста» по К. Симонову,
- 1947 — «Пігмаліон» Б. Шоу,
- 1949 — «Весілля Кречинського» Сухово-Кобиліна,
- 1952 — «Остання жертва» О. Островського.

Знявся у фільмах:
- 1956 — «Коні не винні», режисер Станіслав Комар, сценарист Дмитро Копиця, оператор Михайло Козубенко, композитор Тамара Сидоренко,
- 1958 — «Киянка», режисер Тимофій Левчук, сценарист Ігор Луковський, оператор Микола Кульчицький, композитор Герман Жуковський, художники Олег Степаненко та Н. Туміна,
- 1969 — «Звинувачуються у вбивстві», режисер Борис Волчек, сценарист Леонід Агранович, композитор Едуард Лазарєв, художник Леван Шенгелія.